# پارچه مخملی

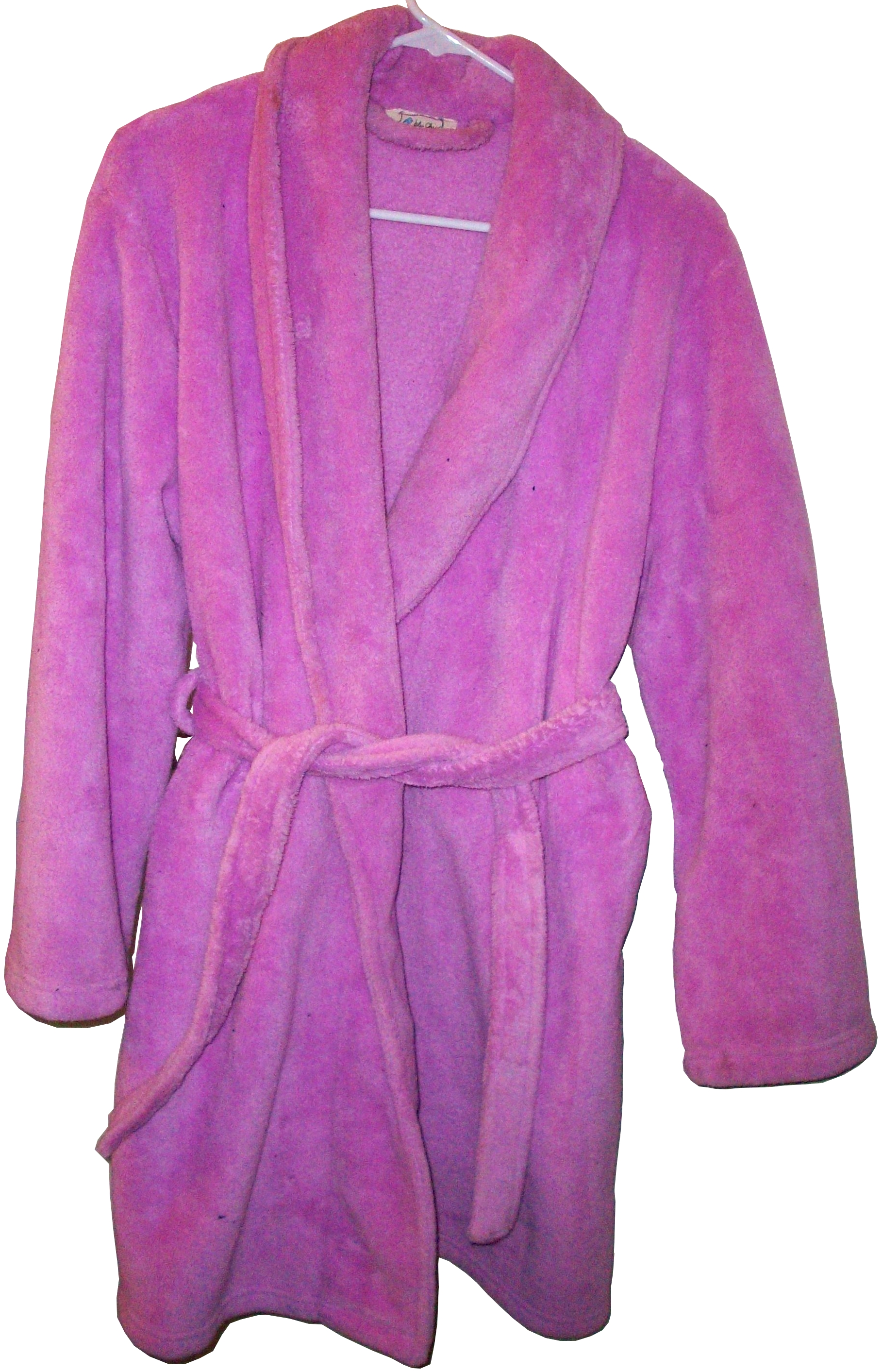
یک رب دو شامبر مخملی صورتی ساخته شده از پلی استر ۱۰۰٪

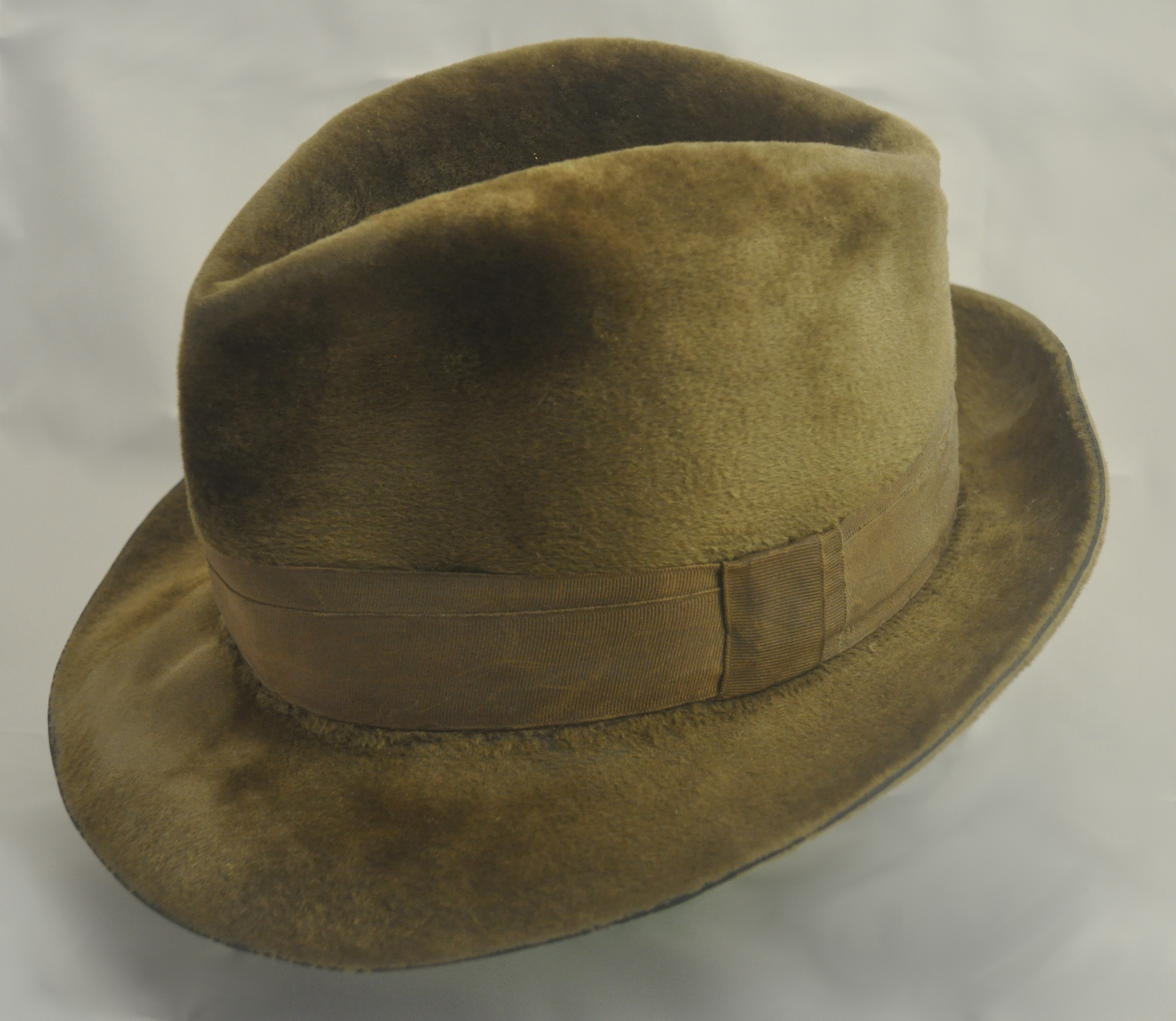
یک کلاه مخملی

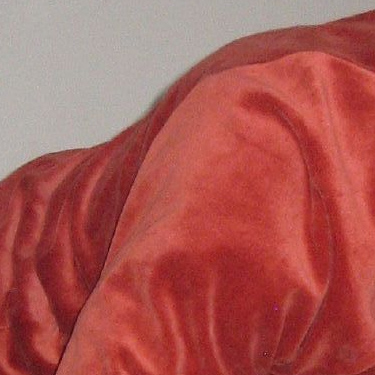
یک تکه پارچهٔ مخمل

پارچه مخملی نوعی بافندگی پارچه است که با مخمل پوشانده شده و معمولاً از پنبه ساخته می‌شود، اما می‌تواند از مواد مصنوعی مانند پلی‌استر نیز ساخته شود. پارچه مخملی کاربردهای متنوعی دارد از جمله استفاده در پوشاک و تودوزی.
همچنین پارچه مخملی می‌تواند به یک چرم طبیعی اشاره داشته باشد که (معمولا) چرم مخمل نامیده می‌شود.
پارچهٔ مخملی بخاطر سهولت حرکتی که دارد در لباس‌های رقص استفاده می‌شود و به‌طور گسترده در ساخت پرده تئاتر و پرده صحنه نیز استفاده می‌شود.